# Afroleptomydas latipennis
Afroleptomydas latipennis är en tvåvingeart som beskrevs av Hesse 1969. Afroleptomydas latipennis ingår i släktet Afroleptomydas och familjen Mydidae. Inga underarter finns listade i Catalogue of Life.